# Dicranomyia kauaiensis
Dicranomyia kauaiensis är en tvåvingeart. Dicranomyia kauaiensis ingår i släktet Dicranomyia och familjen småharkrankar.

## Underarter
Arten delas in i följande underarter:
- D. k. kauaiensis
- D. k. haleakalae